# میهاما، آیچی
میهاما، آیچی (به لاتین: Mihama, Aichi) یک منطقهٔ مسکونی در ژاپن است که در بخش چیتا، آیچی واقع شده‌است. میهاما ۴۶٫۲۰ کیلومترمربع مساحت و ۲۴٬۳۰۹ نفر جمعیت دارد.